# بحيرة برداشا

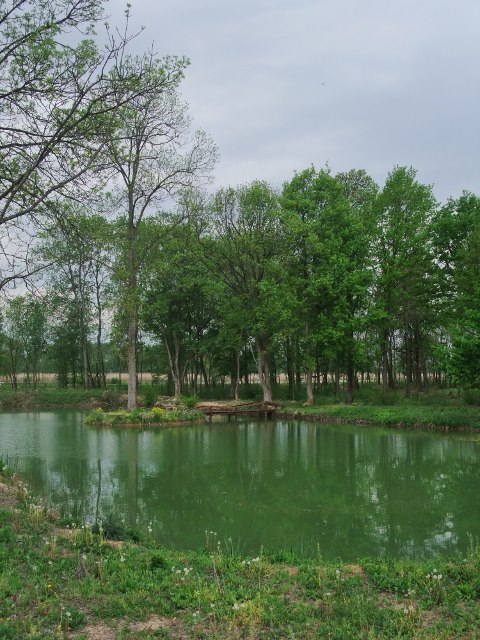

بحيرة برداشا هي بحيرة تقع في المحمية الطبيعية التي تحمل نفس الاسم في إقليم سبراس، شمال جمهورية صرب البوسنة في البوسنة و الهرسك. تتواجد البحيرة على بعد حوالي 30 كلم من مدينة بانيا لوكا, أكبر مدن جمهورية صرب البوسنة. تعتبر البحيرة منتزها محببا عند عشاق الصيد والقنص.